# 默訥斯蒂雷亞鄉

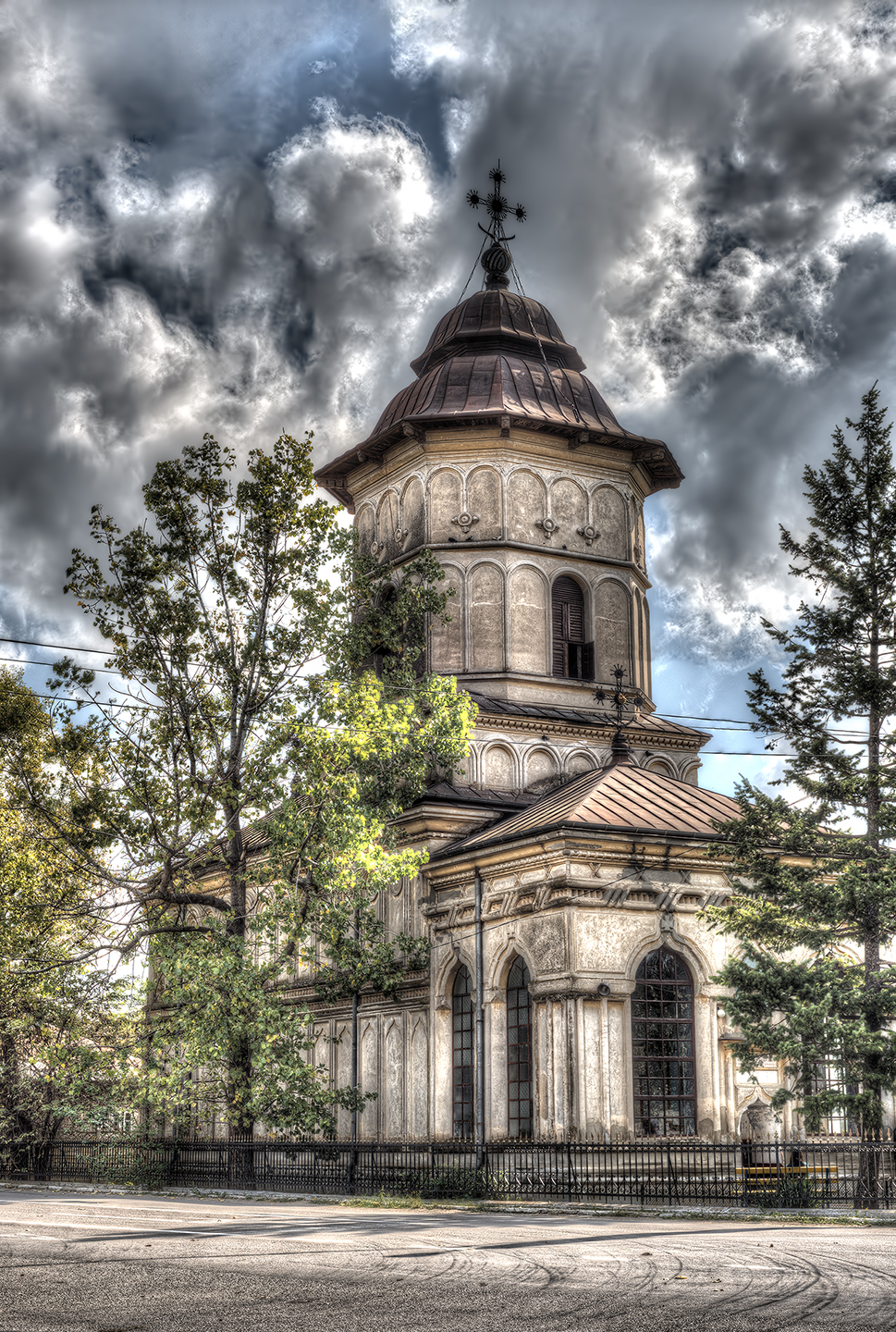

44°13′N 26°54′E / 44.217°N 26.900°E
默訥斯蒂雷亞鄉（羅馬尼亞語：Comuna Mânăstirea, Călărași），是羅馬尼亞的鄉份，位於該國南部，由克勒拉希縣負責管轄，面積124平方公里，海拔高度30米，2007年人口5,930，人口密度每平方公里48人。